# 維堅基
49°56′35″N 35°36′57″E / 49.94306°N 35.61583°E
維滕基（烏克蘭語：Війтенки）是位於烏克蘭東部的村莊，由哈爾科夫州博霍杜希夫區的瓦爾基市鎮負責管轄。該村始建於1750年，面積3.69平方公里，海拔高度183米，2001年人口54，人口密度每平方公里14.6人。